# Гибаница
Гибаница је врста српске слојевите пите, обично надевене белим крављим сиром са уљем и јајима, или ређе, уместо сира, са месом, кромпиром или спанаћем. Од пита се разликују по нешто дебљим корама. Слојеви кора и надева се могу ређати равно, или чешће као згужване коре натопљене надевом са равном кором на дну и врху (ова варијанта се зове гужвара).
Слични специјалитети се праве широм Балкана, у Македонији (под истим именом), у Бугарској, где је позната под именом (буг. баница), у југоисточној Србији, Пиротском крају, је сличан специјалитет баница, и у земљама бивше Југославије.
Гибаница је пита са сиром, која се за разлику од пита – прави са нешто дебљим корама, а за разлику од бурека – додају се јаја и јогурт (или млеко или кисело млеко или кајмак....) Назив вуче од речи гибати. Највећа гибаница је направљена у Мионици пре дванаест година и томе су присуствовали и званичници Гинисове књиге рекорда.
У околини Соко Бање и у подножју планине Ртањ интересантан је специјалитет Ртањска гибаница.
Гибаница је у разним облицима позната широм Балканског полуострва, а нешто сасвим другачије је Прекмурска гибаница – слатка пита од мака, сира и јабука.